# GNOME Character Map
El GNOME Character Map, en català conegut com a Caràcters i abans anomenat Gucharmap, és un programa de mapa de caràcters Unicode, part de l'escriptori GNOME. Permet visualitzar caràcters per bloc d'Unicode i inclou una breu descripció dels caràcters i, ocasionalment, el seu significat.